# Smålands Akademi
Smålands Akademi, med säte i Växjö, grundades 1993 på initiativ av biskop Jan Arvid Hellström, professor Lars-Olof Larsson och journalisten Stig Tornehed. Den har 18 ledamöter och har sin högtidssammankomst i nära anslutning till biskopen Esaias Tegnérs födelsedag den 13 november, då priser och belöningar utdelas för insatser i akademins anda. Akademin har som syfte att sprida glans och ljus över den småländska vitterheten samt att främja en småländsk identitet. Dess motto är "Snille och envishet".

## Priser
Smålands Akademi delar ut flera priser. Prissummorna uppgår till 25 000–100 000 kronor.
- Emilpriset till minne av Astrid Lindgren
- Hyltén-Cavalliuspriset till minne av Gunnar Olof Hyltén-Cavallius (vart tredje år i Växjö)
- Linnépriset till minne av Carl von Linné, för insatser inom linneanska fält
- Viktor Rydbergspriset till minne av Viktor Rydberg, två årliga priser
- Wallquistpriset till minne av Olof Wallquist, för författarskap och forskning med kyrklig anknytning
- Engström-priset till minne av Jon Engström (vart tredje år i Kalmar)
- Smålands kulturpris till en yngre småländsk kulturskapare

### Tidigare priser
- Östrabopriset till Esaias Tegnérs minne (delades ut 1993–2006)
- Dag Hammarskjöldspriset till minne av Dag Hammarskjöld (delades ut 2002–2018)

## Ledamöter

### Ordinarie
- Stol 1: Kristina Alsér, företagsledare (2017–,[2] preses 2019–[3])
- Stol 2: Fredrik Sjöberg, författare (2014–[4])
- Stol 3: Meg Nömgård, slottschef
- Stol 4: Lars Alkner
- Stol 5: Fredrik Modéus, biskop
- Stol 6: Susanne Rydén, sångare
- Stol 7: Erika Lagerbielke, formgivare
- Stol 8: Stefan Edman, författare
- Stol 9: Lennart Johansson, historiker
- Stol 10: Birgit Carlstén, sångare och skådespelare
- Stol 11: Ulf Beijbom, historiker
- Stol 12:
- Stol 13: Odd Zschiedrich, lärare och ämbetsman
- Stol 14: Örjan Molander, landsantikvarie
- Stol 15: Magnus Gustafsson, folkmusiker
- Stol 16: Peter Aronsson, historiker
- Stol 17: Erik Lindfelt, journalist
- Stol 18: Cecilia Davidsson, författare (2014–[4])

### Korresponderande
- Margareta Nilson

### Seniorledamöter
- Tomas Arvidsson
- Katarina Dunér
- Marian Ullén
- Lars-Åke Engblom, professor emeritus i medie- och kommunikationsvetenskap
- Mimmi Mannheimer, affärsutvecklare, Statens fastighetsverk

### Hedersledamöter
- Birgit Friggebo
- Jan-Olof Johansson
- Anders Wejryd
- Christina Hamrin
- Bertil och Gun Olsson

### Tidigare ledamöter
- Stol 1: Astrid Lindgren (1993–2000, hedersledamot 2000–2002), Roland Hallgren (2001–2007) Tomas Arvidsson (2008–2016, senior och hedersledamot)
- Stol 2: Ann-Charlotte Alverfors (1993–1996), Brigitte Kühne (1998–2013)
- Stol 3: Jan-Arvid Hellström (1993–1994), Anders Wejryd (1995–2006, hedersledamot 2006–)
- Stol 4: Torgny Lindgren (1993–1997), K.G. Jan Gustafsson (1998–2005), Elisabeth Hjortvid (2006–2017)
- Stol 5: Evertz Arnesson (1993–2000)
- Stol 6: Alf Henrikson (1993–1995), Lars Bergquist (1995–2008, senior ledamot 2008–22), Karin Alvtegen (200–2011), Alice Bah Kuhnke (2012–2014)
- Stol 7: Margareta Strömstedt (1993–2011, senior ledamot 2011–23)
- Stol 9: Olle Wingborg (1993–2006, senior ledamot 2006–21)
- Stol 10: Stig Tornehed (1993–2001, senior ledamot 2001–11)
- Stol 12: Mats Svegfors (1993–1996)
- Stol 13: Marian Rittsel-Ullén (1993–2002, senior ledamot 2002)
- Stol 14: Gunnar Hillerdal (1993–2000, senior ledamot 2001–2016), Birgit Friggebo (2000-2013, senior och hedersledamot, )
- Stol 15: Ulla Olin (1993–2001), Anders Johansson (2001–2003)
- Stol 16: Lars-Olof Larsson (1993–2005, senior och hedersledamot 2005–20)
- Stol 17: Ann-Sofie Ohlander (1993–2000), Christina Hamrin (2001–2011, senior och hedersledamot 2011–)
- Stol 18: Peter Nilson (1993–1998), Katarina Dunér (1998–2012, senior ledamot 2012–)